# ثاديوس كاهيل
ثاديوس كاهيل (بالإنجليزية: Thaddeus Cahill)‏ هو مخترع ومحامي أمريكي، ولد في 18 يونيو 1867 في آيوا في الولايات المتحدة، وتوفي في 12 أبريل 1934 في مانهاتن في الولايات المتحدة.

## وصلات خارجية
- ثاديوس كاهيل على موقع الموسوعة البريطانية (الإنجليزية)
- ثاديوس كاهيل على موقع ميوزك برينز (الإنجليزية)